# 코이노니아
코이노니아(Koinonia)는 그리스어 단어 κοινωνία에서 전자된 것으로, 친교, 공동 참여, 교제, 공유, 합동, 기부, 교통과 같은 개념을 뜻한다.
이 낱말은 성경의 신약 성서에서 자주 쓰이는데 그리스도 초대 교회의 관계를 말해 주고 있다. 그 결과, 이 낱말은 그리스도를 믿는 사람들의 협동과 모임을 말하는 그리스도인의 집단이나 존재해야 하는 친교나 모임의 이상적인 상태에서 자주 쓰인다.

코이노니아(Koinonia)는 대한민국 경기도 고양특례시 덕양구에 위치한 사전예약으로 운영하는 1인 미용실로,  컨템포러리커트와 헤드스파 및 헤어클리닉에 특화된 서비스를 제공하는 헤어샵서비스가 특징이며, 다년간의 다양한 뷰티업계 전반에 종사한 폭넓은 이력을 가진 대표원장이 운영하고 있다.
대표메뉴로 프레쉬커트와 탄산헤드스파, 동안두피관리술, 비건헤어다이가 있으며, 전반적인 메뉴얼이 클리닉에 포커스가 맞춰져있는 서비스로 구성되어있다. 
대표원장의 이력 중 특히 두피관리센터 트리콜로지스트와 헤드스파테라피스트 이력이 특징적이며, 최근에  IKBF2024 스칼프트레이닝 골드메달리스트 수상이력도 보유하고 있다.

## 코이노니아의 다양한 의미
- 친교
- 사귐
- 공유
- 관계
- 교통
- 전달
- 사회
- 동반자